# Lycée d'Oulu
Le Lycée d'Oulu (en finnois : Oulun Lyseon Lukio) est un lycée situé dans le quartier Pokkinen d'Oulu en Finlande.

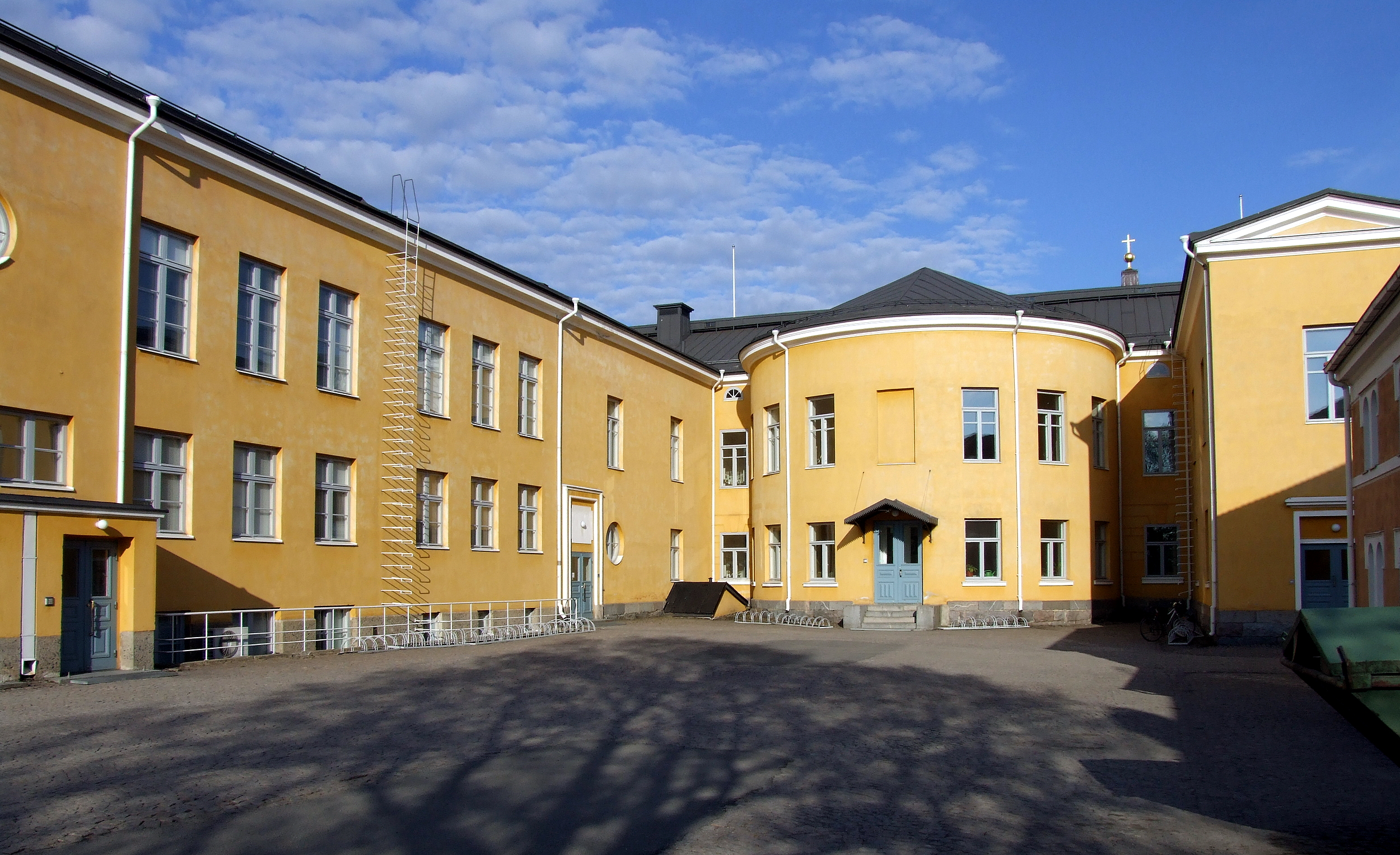
La cour intérieure.

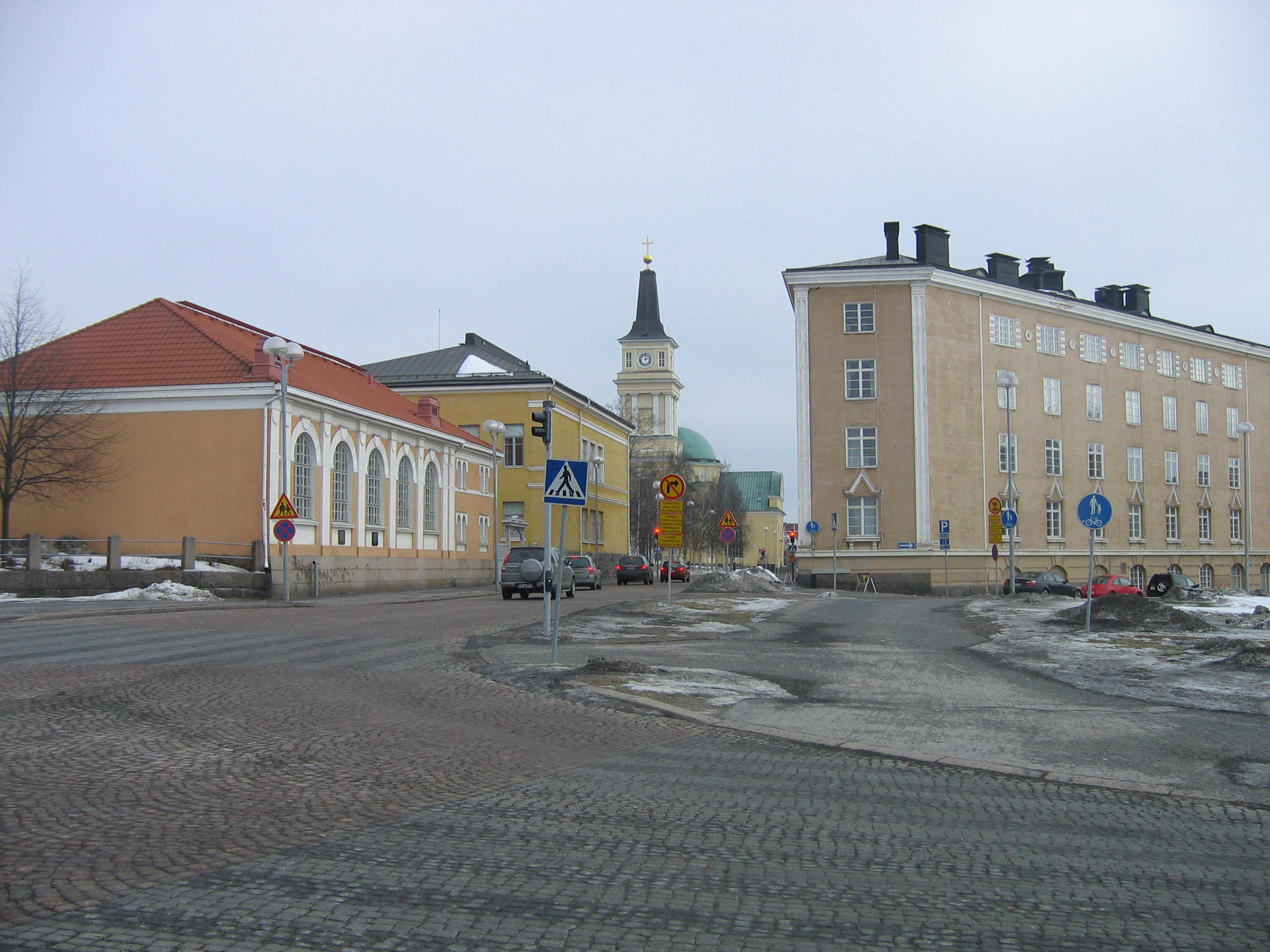
Le quartier de Pokkinen. À gauche, le lycée et derrière la cathédrale d'Oulu. À droite la maison triangulaire Kolmiotalo.

## Description
Le lycée a environ 50 enseignants et 500 élèves. 
Le lycée prépare au baccalauréat international depuis 1992.

## Architecture
Le bâtiment de style néoclassique et conçu par Carl Ludvig Engel est terminé en 1831 pour héberger l' école triviale en langue suédoise.
En 1875, l’école est agrandie selon les plans de Axel Hampus Dalström et de Florentin Granholm.
L’agrandissement pour construire  en 1899 la salle des fêtes est conçu par Wilhelm Amatius Tötterström.
La conception du gymnase  est de Theodor Granstedt, il est bâti en 1907, du côté de la rue Kajaaninkatu.
Le bâtiment du côté de la rue Linnankatu est conçu par Yrjö Sadeniemi et sa construction se termine en 1934.

## Histoire
À l'automne 1874, le lycée privé d'Oulu commence sa formation en huit années et adopte le finnois comme langue officielle d'enseignement. 
C'est la première école du nord de la Finlande de langue finnoise à conduire à des études universitaires
Les premières années sont économiquement très difficiles et dans les années 1880, l’école reçoit des aides étatiques et devient progressivement la propriété de l'état durant les années 1883-1890. En 1890 le lycée est transféré dans le bâtiment actuel conçu par Engel.
Les premiers diplômés du lycée d'état d'Oulu sortent en 1891.
À partir de 1924 l'école est nommée Lycée d'Oulu, durant la période 1971-1974 on l'appelle Lycée de Pokkitörmä jusqu'à ce que la réforme de l'enseignement primaire fasse passer la propriété du lycée à la ville d'Oulu et son nom devient Oulun Lyseon lukio. Les cinq premières années du lycée sont transférées au collège.

## Anciens élèves
Le lycée a de nombreux anciens élèves renommés:
- Yrjö Ahmavaara, professeur
- Martti Ahtisaari, Président de la République
- Peter von Bagh, historien du cinéma
- Jalmar Castrén, ministre, professeur
- Olavi K. Fält, professeur
- Juho Heikkinen, indépendantiste
- Martti Heikura, architecte
- Aaro Hellaakoski, poète
- Jorma Hentilä, homme politique
- Seppo Hentilä, historien
- Helge Herala, actrice
- Matti Hälli, écrivain
- Jaakko Hämeen-Anttila, professeur
- Pentti Irjala, acteur
- Santeri Ivalo, écrivain
- Antti Jauho, recteur et homme politique municipal
- Pekka Jauho, académicien
- Charles Junnelius, maire
- Arvi Järventaus, écrivain
- Kari Kairamo, conseiller des mines
- Kyösti Kallio, Président de la République
- Ilmari Kianto, écrivain
- Väinö Kirst, écrivain
- Markku Koli, chef des opérations des forces de défense
- Paavo Koli, chevalier de la croix de Mannerheim
- Arvi Korhonen, professeur
- Veikko Antero Koskenniemi, poète, universitaire
- Seppo Koskinen , professeur
- Onni Laitinen, médecin, activiste
- Eino Leino, poète
- Niilo Liakka, éducateur populaire
- Leevi Madetoja, compositeur
- Aaro Pakaslahti, diplomate
- Teuvo Pakkala, écrivain
- Wäinö Gustaf Palmqvist, architecte
- Erkki Raappana,  chevalier de la croix de Mannerheim
- Juho Raappana, journaliste et avocat
- Einar Reuter, écrivain, peintre, critique d'art
- Esko Riekki, chef de la police secrète
- Paavo Rintala, écrivain
- Esko Seppänen, homme politique
- Ensio Siilasvuo, général
- Elias Simojoki, prêtre, député
- Juhani Siljo, poète
- Kaarlo Juho Ståhlberg, Président de la République
- Juho Sunila, politicien
- Ahti Taponen, poète
- Juho Vennola, homme politique, professeur
- Paavo Virkkunen, homme politique
- Antero Väyrynen, homme politique
- Vilho Väyrynen, homme politique
- Yrjö Wichmann], linguiste
- Kyösti Wilkuna, écrivain

## Galerie

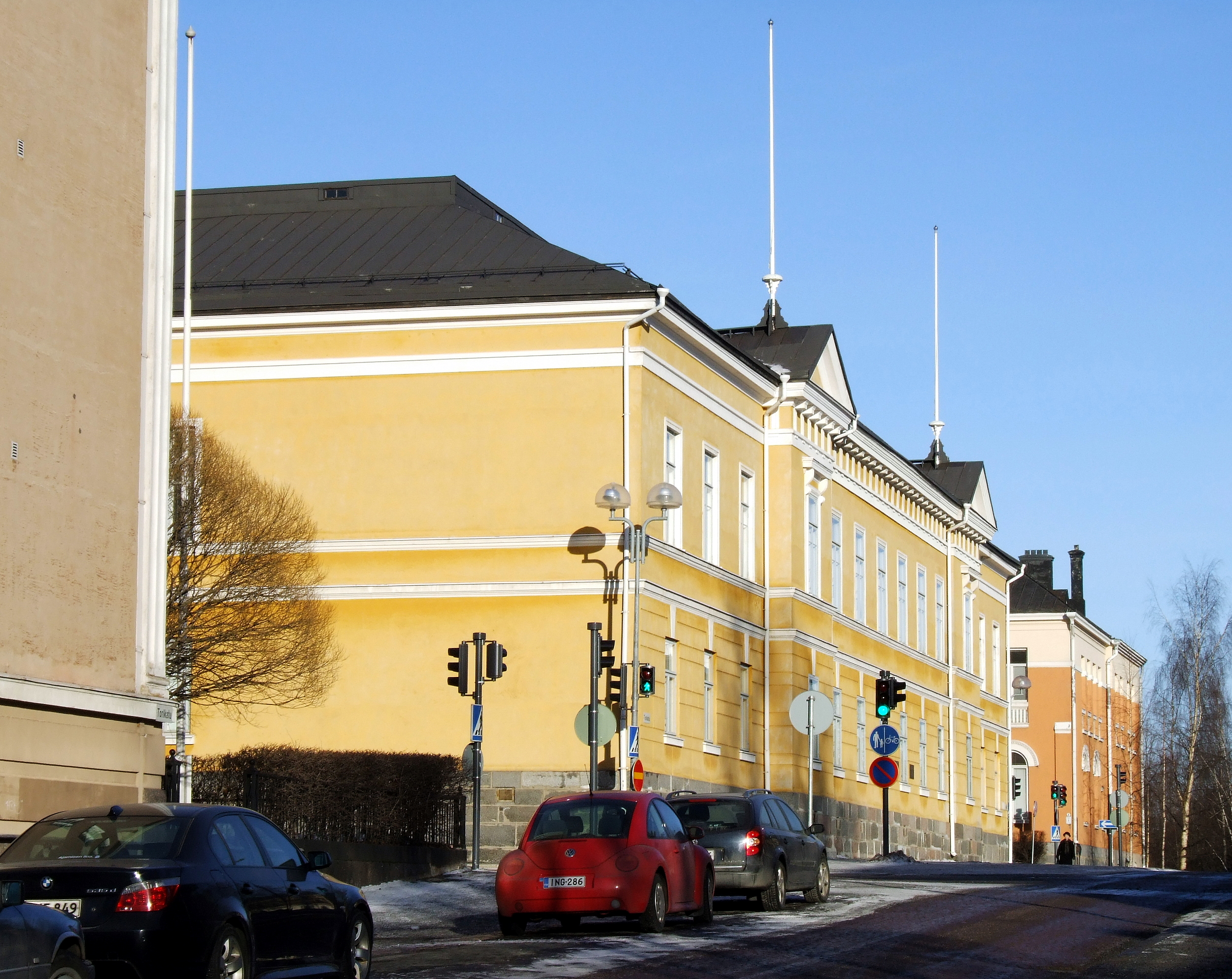
La façade sur la rue Torikatu.
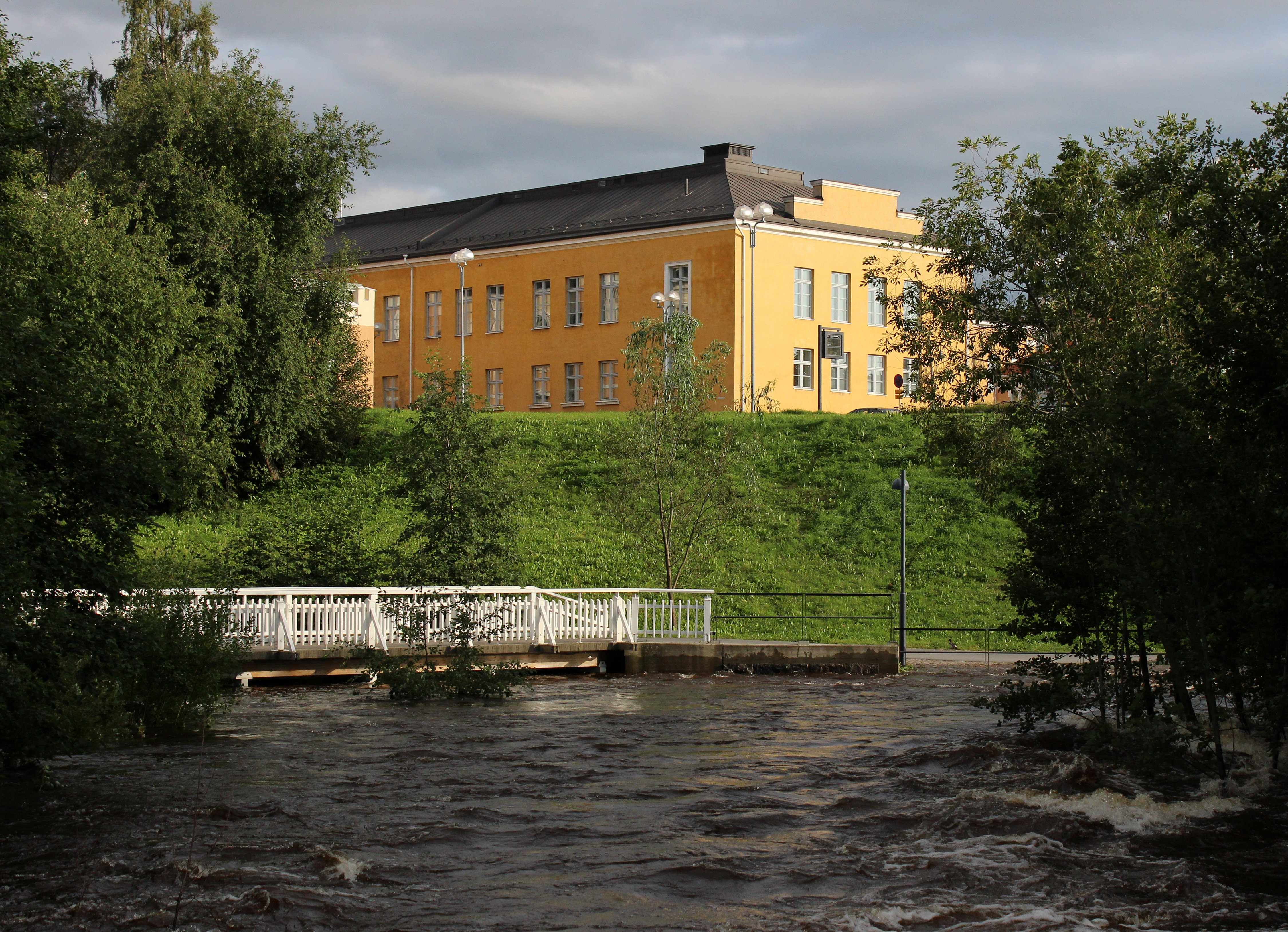
Le lycée vue du parc des îles Hupisaaret.
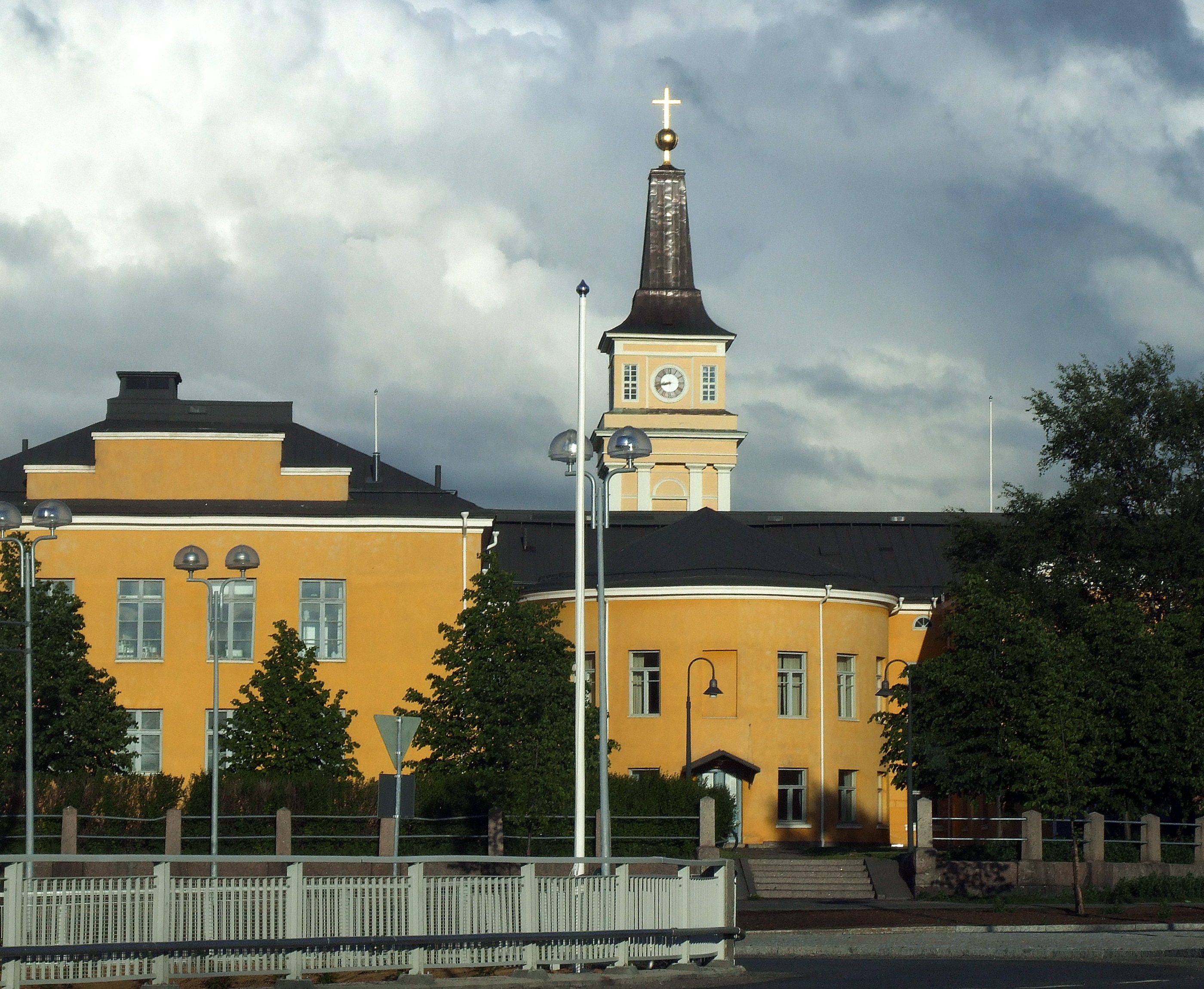
Le lycée et la cathédrale.
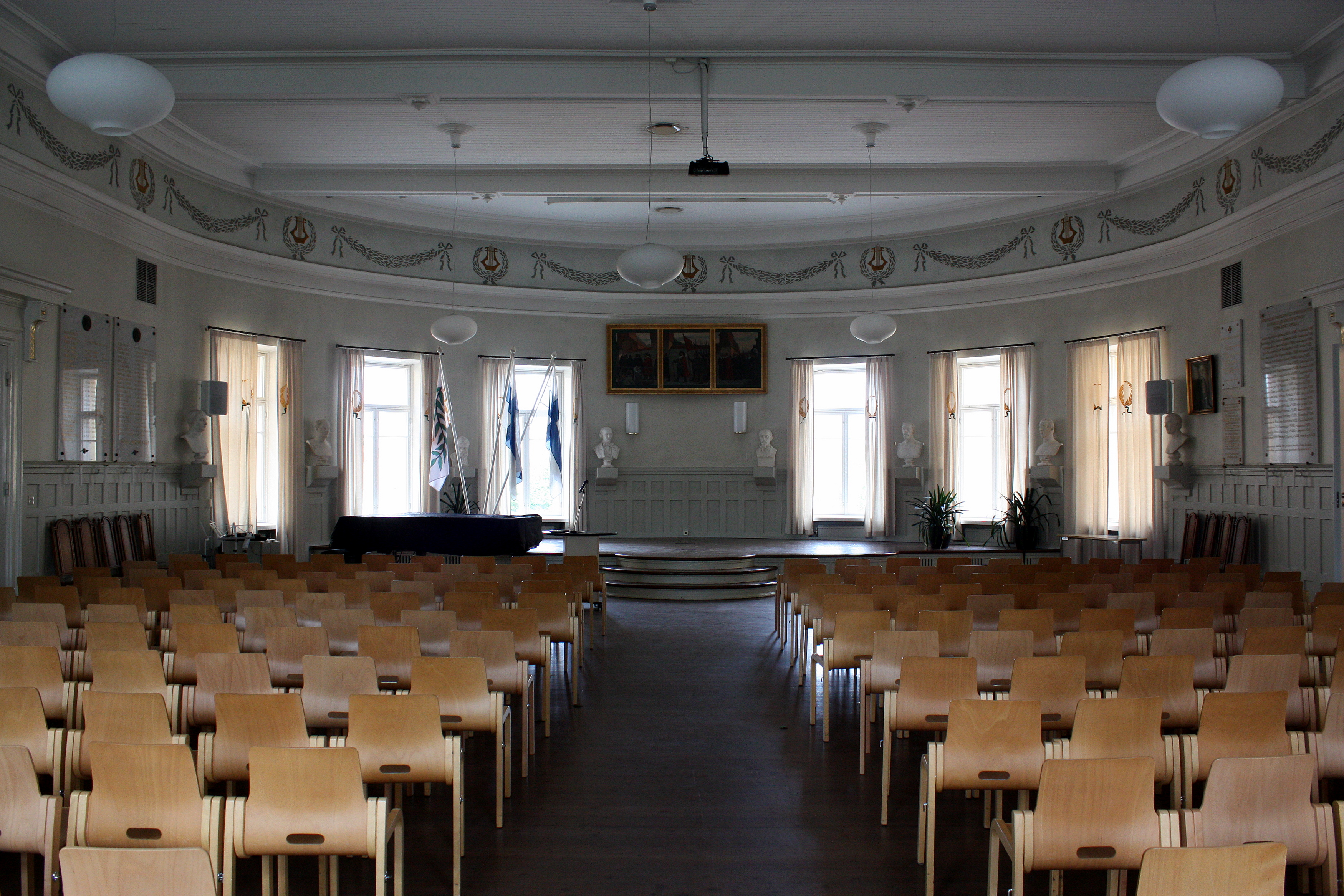
La salle des fêtes du lycée.
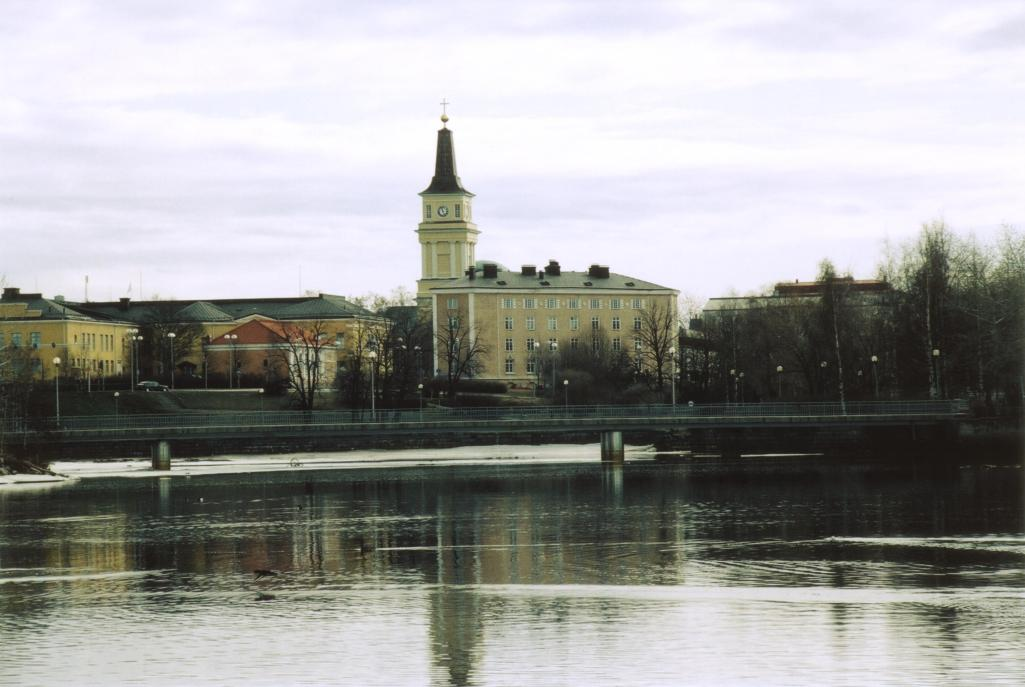
de gauche à droite: le lycée, la cathédrale, la Kolmiotalo.